# Cotswolds

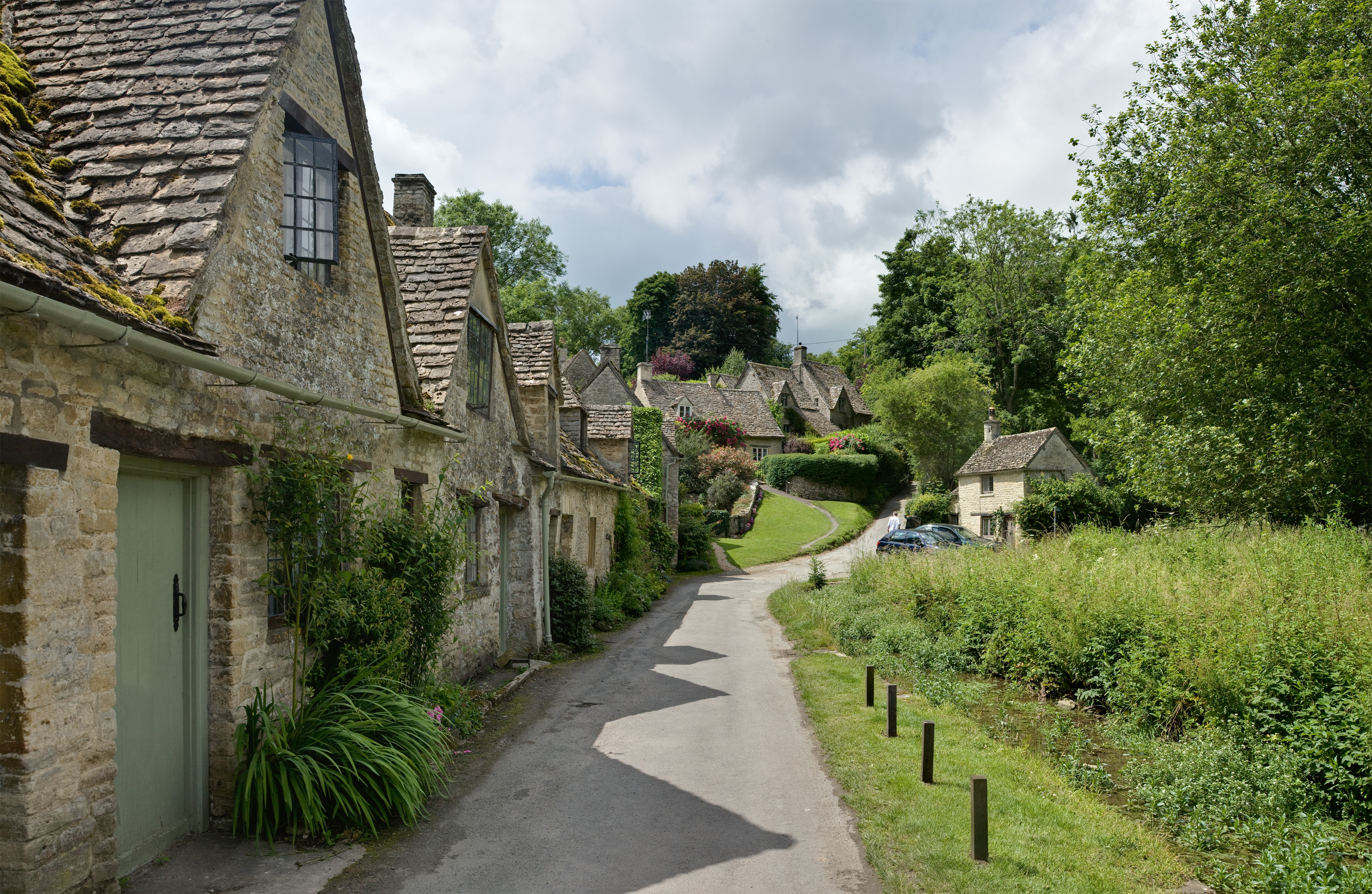
Cottages de Bibury, em Cotswolds.

As Cotswolds são uma cadeia de pequenas colinas no centro da Inglaterra. A região está classificada como Area of Outstanding Natural Beauty (Área de Destacada Beleza Natural). O seu ponto mais alto é Cleeve Hill, à altitude de 336 m.
As Cotswolds encontram-se nos condados cerimoniais de Oxfordshire, Gloucestershire, Wiltshire, Somerset, Warwickshire e Worcestershire. É nesta região que se encontra a nascente do rio Tâmisa.
A região estende-se da cidade de Bath a sul até Chipping Campden a norte, e tem um comprimento de 150 km e largura de 40 km.

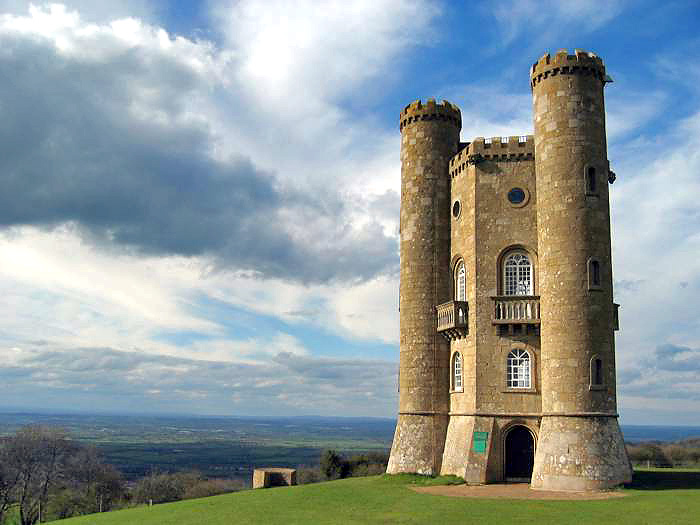
A Broadway Tower, nas Cotswolds.

Tem sido um lugar de residência muito cobiçado. Várias colinas a oeste são coroadas por fortes e há muitos vestígios da pré-história, incluindo cemitérios, com túmulos do Neolítico e da Idade do Bronze.
Longe das minas de carvão e das grandes cidades, a região escapou aos efeitos da industrialização, e o seu modo de vida rural foi preservado.

## Classificação como "Area of Outstanding Natural Beauty"

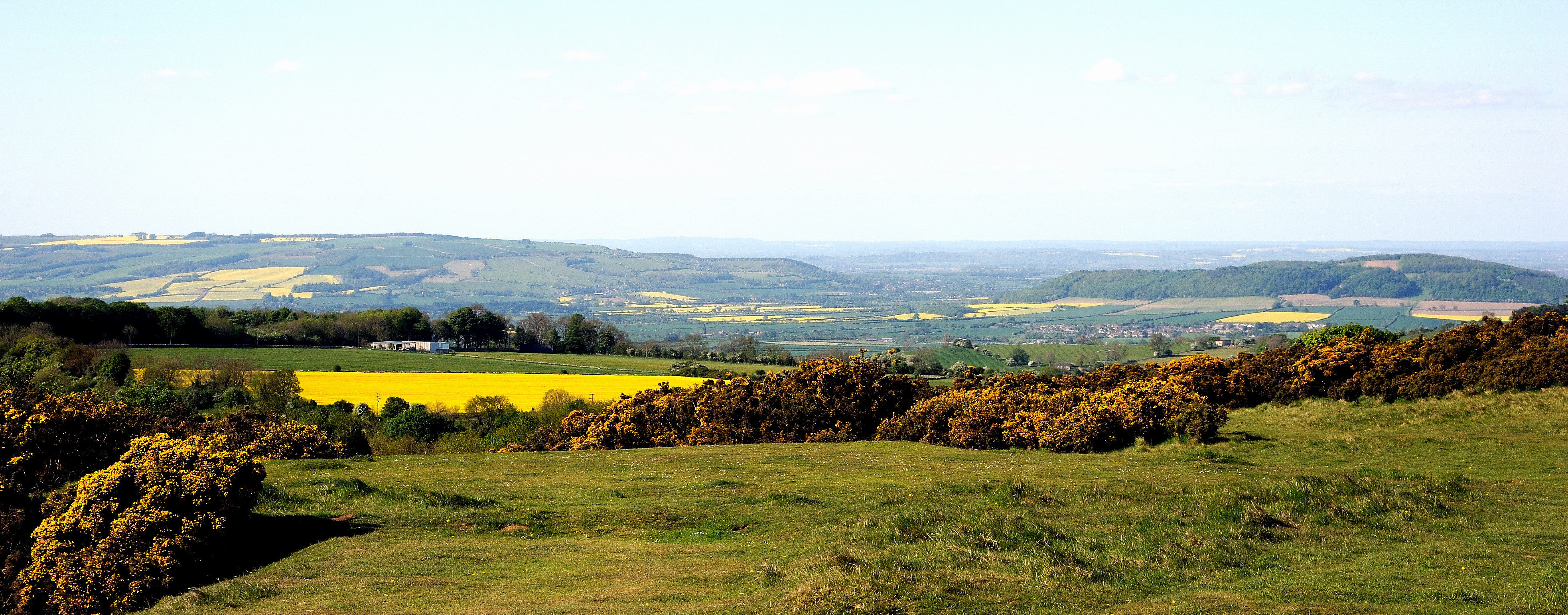
Vista de Cleeve Common, perto do ponto mais alto de Cotswolds

As Cotswolds foram classificadas como Area of Outstanding Natural Beauty (AONB). Em 1991, todas as AONB foram sujeitas a medição de área com métodos modernos, e a área oficial da AONB das Cotswolds passou para 2 038 km². Em 2000, o governo do Reino Unido afirmou que as AONB tinham a mesma qualidade paisagística e estatuto que os parques nacionais. A AONB das Cotswolds, que é a maior em Inglaterra e Gales, estende-se das regiões de fronteira de South Warwickshire e Worcestershire, através de West Oxfordshire e Gloucestershire e abrange partes de Wiltshire, e Bath and North East Somerset a sul. O Gloucestershire County Council é responsável por 63% desta AONB.